# 아프리카피그미다람쥐
아프리카피그미다람쥐(Myosciurus pumilio)는 다람쥐과에 속하는 설치류의 일종이다. 아프리카피그미다람쥐속(Epixerus)의 유일종이다. 카메룬과 콩고, 적도기니, 가봉이다. 자연 서식지는 아열대 또는 열대 기후 지역의 습윤 저지대 숲이다. 서식지 감소로 위협을 받고 있다. 세계에서 가장 작은 다람쥐로 몸 길이는 약 70mm로 생쥐 정도 크기이다.